# Лычаковская улица

У́лица Лыча́ковская — одна из самых длинных улиц Львова (Украина), важная транспортная магистраль. Начинается от Мытной площади в центральной части Львова и идёт в восточном направлении до выезда из города в направлении Винников. В застройке улицы встречаются классицизм, ампир, модерн, конструктивизм, а также советские и современные постройки.
По улице проложены трамвайные пути, действуют маршруты № 2 и 7.
Неподалёку от перекрёстка с улицей Пасечной в 1945 году в память о погибших в боях за Львов советских солдатах был установлен на постаменте танк. Это был наиболее ранний памятник советской эпохи в городе, его снесли в 1990-е.

## Названия
В XV веке это была Глинянская дорога, так как шла к городу Глиняны, а начиналась она напротив Глинянских ворот в укреплениях бернардинского монастыря.
Нынешнее название улицы впервые упоминается в 1573 году. Своё название улица получила по львовскому предместью, Лычакову, в свою очередь, получившему своё название либо от искаженного слова «Лютценгоф» (двор немецкого колониста Лютца), либо от слова «лычаки» (соломенная обувь беднейших городских слоев). По наименованию местности также названы административный Лычаковский район (бывший Червоноармейский), Лычаковское кладбище, Лычаковский парк и улица Станция Лычаков.
Во время немецкой оккупации (1941—1944) улица называлась Остштрассе (Восточная), а с 1944 года именовалась улицей Ленина. В 1990-х было восстановлено историческое название.

## Примечательные здания

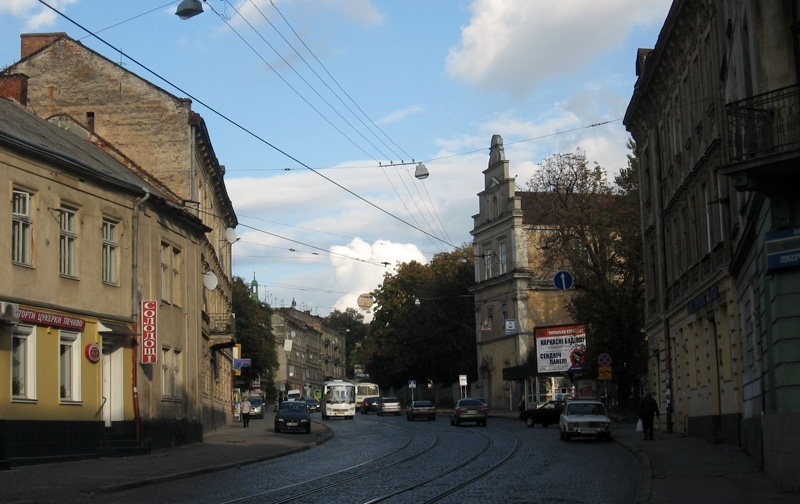
Улица Лычаковская в районе военного госпиталя

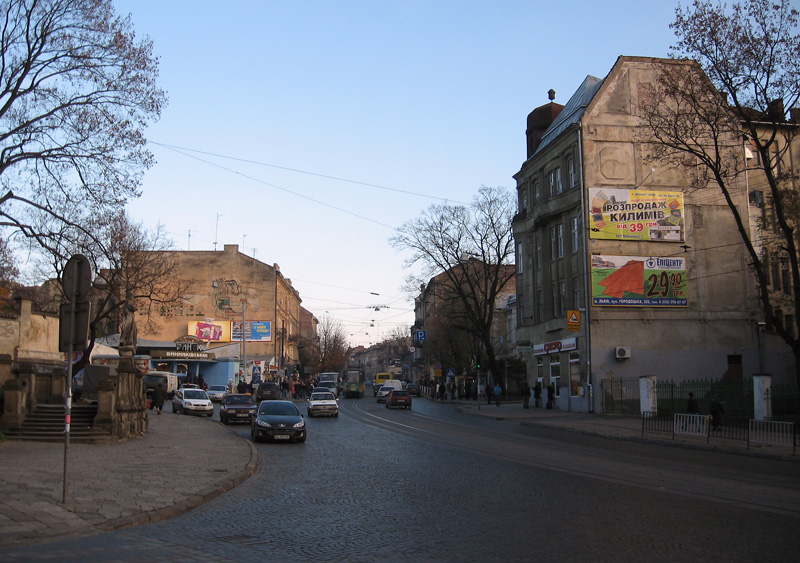
Улица Лычаковская возле костёла Святого Антония и Винниковского рынка

- № 2. Автомобильно-дорожный техникум, основанный в 1945 году.
- № 3 построен во второй половине XVIII века из камня, взятого из стен Высокого Замка. В 1773 здесь была открыта типография, в которой в 1776 году вышла франкоязычная «Газетт де Леополис» («Львовская газета») — первая газета на территории современной Украины. В этом же доме в 1900 году жил архитектор 3игмунт Горголевский, автор проекта Львовского театра оперы и балета. Ныне в здании располагаются экспериментальные мастерские полиграфического техникума.
- № 28. Бывший монастырь ордена бонифратров, основанный в 1659 году, с 1783 года и до сих пор гарнизонный госпиталь.
- № 35. Здание выстроено в 1841 году для приюта глухонемых детей, при СССР это была спецшкола-интернат № 101 для глухонемых детей, ныне Львовская специальная общеобразовательная школа-интернат Марии Покровы для глухих детей.
- № 37 С 1851 года здесь находился приют для слепых детей, позже, долгое время, — гимназия, при СССР — военкомат Красноармейского района, после распада СССР — военкомат Лычаковского района (ныне закрыт).
- № 38 при Польше действовала школа Святого Антония, с 1950-х средняя школа № 12 с русским языком преподавания, ныне здесь помещение начальной школы № 37.
- № 47 В начале 1990-х здесь размещалась киностудия «Галиция-Фильм», которая вскоре пришла в упадок.
- № 49 при Польше принадлежало костелу святого Антония, с советского времени музыкальная школа № 4.
- № 49а Костёл Святого Антония.
- № 55 в 1924—1933 годах жил польский поэт Збигнев Херберт, в память о котором осталась польская мемориальная табличка.
- № 67 В 1870-х годах здесь находилась редакция «Праця», первой рабочей газеты в Галиции, а в 1876—1880-х годах здесь работали украинские писатели и политики Иван Франко и Михаил Павлик. Здесь родилась и жила в 1869—1892 годах монахиня, канонизированная УГКЦ в 2001 году, Иосафата Гордашевская, в память о которой установлена мемориальная табличка.
- № 69 с советского времени занимает отделение связи.
- № 74 и в близлежащих зданиях с советского времени размещается Львовский пограничный отряд.
- № 77 в 1958—1987 годах жил украинский писатель Владимир Лопушанский, в память о котором установлена мемориальная плита.
- № 81 Здание 1960-х годов, в котором размещается Львовский апелляционный хозяйственный суд.
- № 82а Костёл Петра и Павла.
- № 91 c 1990-х Епархиальное управление УАПЦ.
- № 99 при СССР был Дом пионеров Красноармейского района, теперь это Дом детского и юношеского творчества Лычаковского района.
- № 107 Здание клиники Солецкого, с элементами гуцульской сецессии. В 1914—1915 годах здесь находился русский офицерский госпиталь.
- № 108 при Польше фабрика металлических изделий «Тантал», с 1950-х — ювелирная фабрика, ныне ювелирное конструкторское бюро «Топаз».
- № 128, здание 1970-х годов, в котором при СССР работало Красноармейское отделение Госбанка, при Украине — отделение Укрсоцбанка.
- № 130, здание 1970-х, швейная фабрика «Силуэт».
- № 131, здание 1950-х годов, при СССР кинотеатр им. Галана, при Украине переименован в кинотеатр им. Мыколайчука и закрыт.
- № 148 при СССР школа рабочей молодежи № 12 и детско-юношеская спортивная школа № 7 (сохранилась).
- № 150 и 152 при Польше был основан Авторемонтный завод, который при СССР получил название Авторемонтного завода № 128.
- № 151 с советского времени отделение Сбербанка.
- № 171 при Польше мужская школа имени Зиморовича, в 1950-х — средняя школа рабочей молодежи для глухонемых, теперь это средняя школа № 63.
- № 175. Костёл Матери Божией Остробрамской.
- № 183 с советских времен отделение Сбербанка.
- № 189 с советского времени библиотека для детей и юношества.
- № 233 при СССР поликлиническое отделение 6-й городской больницы в Винниках, ныне здесь Львовское городское медицинское объединение «Фтизиопульмонология».
- № 236 при Польше Лисеницкая фабрика прессованных дрожжей и спирта, с советского времени — Львовский дрожжевой завод.

## Памятник

Памятник советским танкистам-героям, освобождавшим Львов в 1944 г.

23 декабря 1945 в сквере перед костёлом Матери Божией Остробрамской был установлен Памятник советским танкистам-героям, освобождавшим Львов в 1944 (архитектор Владимир Афанасьев). На постаменте был размещён танк ИС-2, который под командованием гв. ст. техника-лейтенанта Антонинова Н. И. отличился в боях за город. Место было выбрано неслучайно, так как именно на этой улице, при въезде в город, был уничтожен немецким огнём один из советских танков вместе с экипажем. Их останки были захоронены под монументом. Памятник был демонтирован в 1992 согласно решению Львовского горсовета как символ тоталитарного прошлого, останки танкистов — перезахоронены, а танк — передан на хранение в 24-ю Самаро-Ульяновскую Железную дивизию.